# Damnacanthus hainanensis
Damnacanthus hainanensis är en måreväxtart som först beskrevs av Hsien Shui Lo, och fick sitt nu gällande namn av Y.Z.Ruan. Damnacanthus hainanensis ingår i släktet Damnacanthus och familjen måreväxter.
Artens utbredningsområde är Hainan (Kina). Inga underarter finns listade i Catalogue of Life.